# Souvannarath
Príncipe Souvannarath (8 de julho de 1893 – 23 de junho de 1960) foi o terceiro primeiro-ministro do Reino de Laos entre 1947 – 1948. Ele era filho do príncipe Bounkhong e meio-irmão dos príncipes Phetsarath, Souvanna Phouma e Souphanouvong.